# Mary Ellen Mazey
Mary Ellen Mazey (22 de febrero de 1949 (76 años) es una geógrafa, cartógrafa, escritora, y profesora estadounidense. Es rectora de la Universidad Estatal Bowling Green. Mazey posee extensa experiencia en universidades públicas de Ohio, y en implementar planes estratégicos, acoplada a su entendiendo de la función educativa en el Estado; dirigió la sindicatura de la BGSU; y, así fue seleccionada como la próxima rectora de la Universidad.
Antes de devenir presidenta de la BGSU,  sirvió de 2009 a 2011 como preboste y vicepresidenta para Asuntos Académicos en la Universidad de Auburn. En aquella tarea, tuvo una visión global de la programación académica para doce universidades y fue responsable en fomentar el adelanto del plan estratégico de la universidad. Mientras en Auburn, Mazey fue catedrática del Consejo de Administración de Matrículas, Fuerza de Tarea de Viabilidad de Campaña Universitaria, y de la Fuerza de Tarea de la Eficacia. Además,  sirvió en el Comité Ejecutivo del Consejo de Asuntos Académicos de la Asociación de Universidades Públicas y Territoriales.
De 2005 a 2009, fue Decana de la Eberly Universidad de Artes y Ciencias en la Universidad de Virginia Occidental (WVU), donde dirigió una implementación del WVU 2010 Plan Estratégico y sirvió en el Consejo para Implementar el plan Estratégico de la Universidad. Además, trabajó en el Comité de Búsqueda Presidencial, en el Consejo de Administración de Matrículas. También tuvo una función de liderazgo en la universidad sobre Iniciativas de Energía y Nanotecnología. Fue miembro del Consejo de Humanidades de Virginia Occidental, el Monongalia / Preston County United Way y el West Virginia NASA Space Grant Consortium.
Recibió su Ph.D. por la Universidad de Cincinnati en geografía urbana en 1977 y enseñó en esa institución dos años antes de unirse a la facultad de Wright en 1979.

## Obra

### Algunas publicaciones
- Mary Ellen Mazey, David R. Lee. 1983. Her space, her place: a geography of women. Resource publications in geography. Publicó Association of Am. Geographers, 83 p. ISBN 0892911727, ISBN 9780892911721